# Alt Maestrat
Alt Maestrat (em castelhano: Alto Maestrazgo) é uma comarca da Comunidade Valenciana, na Espanha. Está localizada na província de Castelló, e sua capital é o município de Albocàsser. Limita com a província de Teruel, em Aragão, e com as comarcas valencianas de Ports, Alcalatén, Plana Alta e Baix Maestrat.

## Municípios
| Município            | População | Área   | Densidade |
| -------------------- | --------- | ------ | --------- |
| Villafranca del Cid  | 2.295     | 93,85  | 24,45     |
| Albocàsser           | 1.334     | 82,29  | 16,21     |
| Benasal              | 1.150     | 79,58  | 14,45     |
| Catí                 | 779       | 102,35 | 7,61      |
| Culla                | 535       | 116,30 | 4,60      |
| Tírig                | 489       | 42,34  | 11,55     |
| Ares del Maestre     | 208       | 118,67 | 1,75      |
| Vilar de Canes       | 175       | 15,91  | 11,00     |
| La Torre d'En Besora | 163       | 11,87  | 13,73     |